# Lucas Vázquez
Lucas Vázquez Iglesias, španski nogometaš, * 1. julij 1991, Curtis, Španija.
Vázquez igra za Real Madrid, med letoma 2016 in 2018 je bil tudi član španske reprezentance.